# Grønland Teglværk
Grønland Teglværk var en teglværksfabrik i Egernsund, Sønderjylland. 

## Historie
Teglværket blev oprettet i 1777 af forpagter Jørgensen fra Skodsbølgård efter tilladelse fra hertugen af Glücksborg. Ved siden af lå siden 1764 teglværket Island og siden 1792 teglværket Jan Mayen. Det var de nordligste af adskillige teglværker i Egernsund og fik derfor navne efter de nordligste besiddelser i det daværende danske monarki.
I 1894 blev de tre samlet under Vereinigte Ziegeleien, der siden 1920 har heddet De Forenede Teglværker og siden 2000 Egernsund Tegl. Teglværkerne var selvstændigt ejet, men indgik i et salgssamarbejde.
I 1919 blev Grønland købt af A.C. Møller og i 1921 opkøbtes også Skodsbølmark Teglværk. Atter i 1931 købtes Island og fra 1936 oprettedes Sønderjysk Lervarefabrik på stedet.
I 1974 brændte Grønlands ringovn og teglstensproduktionen ophørte på de andre fabrikker i 1980'erne. Efter 1989 blev der kun produceret lervarer på fabrikken. Det blev dog nærmest dødsstødet til fabrikken, som gik konkurs i 1993. Et italiensk firma overtog fabrikken, men måtte atter dreje nøglen om i 2002.
Teglværket blev købt af private investorer, der ønskede at opføre en ny bydel, Teglværksbyen. Bygningerne blev revet ned og der blev da også opført enkelte boliger samt udstykket grunde til villaer. Den økonomiske krise i Danmark i 2008 satte dog en brat stopper for udviklingen i området og det henligger i dag for en stor andel ubebygget.